# Deborah Duprat
Deborah Macedo Duprat de Britto Pereira (Rio de Janeiro, 19 de abril de 1959) é uma jurista brasileira. Foi membro do Ministério Público Federal de 1987 a 2020, tendo sido vice-procuradora-geral da República de 2009 a 2013 e exercido interinamente o cargo de procuradora-geral em 2009. Atualmente é advogada.
Notabilizou-se por sua defesa dos direitos humanos e de minorias, bem como por sua atuação em processos de grande repercussão perante o Supremo Tribunal Federal.

## Carreira
Deborah Duprat formou-se em direito pela Universidade de Brasília (UnB), onde também concluiu o mestrado em direito e estado.
Ingressou no Ministério Público Federal como procuradora da República em 1987, sendo promovida, pelo critério de merecimento, a subprocuradora-geral da República em 2003.
Em 29 de junho de 2009, na condição de vice-presidente do Conselho Superior do Ministério Público Federal, assumiu interinamente a função de procuradora-geral da República.
Nos vinte e dois dias em que desempenhou a chefia do Ministério Público, Duprat ajuizou ações de grande repercussão social perante o Supremo Tribunal Federal, sobre temas como a "Marcha da Maconha", grilagem na Amazônia, união civil homoafetiva e o direito das pessoas transexuais de trocar de nome independentemente de cirurgia de redesignação sexual. Também desengavetou a ação sobre o aborto de feto anencéfalo (ADPF 54), na qual emitiu um parecer favorável à possibilidade de interrupção da gestação, contrariando a posição até então oficial da procuradoria-geral contra o aborto, defendida pelos ex-procuradores-gerais Claudio Fonteles e Antonio Fernando de Souza.
Foi cotada para o cargo de ministra do Supremo Tribunal Federal.
Crítica do ensino religioso nas escolas públicas, ajuizou ação de inconstitucionalidade defendendo que tal disciplina não pode ter caráter confessional, devendo ser ministrada por professores concursados regulares da rede pública, e não recrutados de instituições religiosas.
Em 2016, foi designada procuradora federal dos direitos do cidadão, para um mandato de dois anos, que foi renovado em 2018 e encerrou-se em 22 de maio de 2020.
Aposentou-se do Ministério Público Federal em maio de 2020.